# Хосе Раул Капабланка
Хосе Раул Капабланка (шп. José Raúl Capablanca y Graupera; родио се у Хавани, Куба, 19. новембра 1888. године, а умро је 8. новембра 1942. у Њујорку, САД) је био кубански шаховски велемајстор. Важио је за најталентованијег шахисту икада рођеног. Био је трећи првак света у шаху. Титулу је освојио 1921. године у мечу са Емануелом Ласкером, а 1927. је губи од Александра Аљехина. Поред шаха бавио се и публицистиком. Аутор је и неколико шаховских књига, а од 1912. до 1915. године издаје шаховски магазин у Хавани. У септембру 1913. године Капабланка се запослио у Министарству иностраних послова Кубе. Његова мисија је била да посећује главне градове Европе и да играјући шах и побеђујући, прослави Кубу. Од октобра 1913. до марта 1914. одлази у Лондон, Париз, Берлин, Варшаву, Ригу, Лењинград, Москву, Кијев и Беч. У овим али и у другим градовима демонстрирао је своје задивљујуће играње симултанки, увек пред много посматрача. Играо је 24 серије против неких од најбољих мајстора Европе: Александар Аљехин, Јосип Бернштајн, Ефим Богољубов, Левенфиш, Арон Нимцович, Ричард Рети, Тартаковер и други. Децембра 1921. оженио се са Глоријом Симони Бетакур. Добили су сина Хосе Раула 1923. а ћерку Глорију 1925. Умро је у Њујорку, 8. марта 1942. године.

## Шаховски почеци
Од своје четврте године учио је шах гледајући свог оца, армијског официра како игра. У својој дванаестој години, 1901. је победио Хуана Корза, кубанског шампиона са скором од 4 победе и 3 пораза уз 6 ремија. Почетком 1902. године игра на националном шампионату Кубе и осваја четврто место (побеђује га Хуан Корзо).

## Студије и шах
Образовао се у Америци где је студирао инжињерство на Универзитету Колумбија. 1908. године отац му је ускратио финансијску подршку јер је више играо шах него што је учио. Тада је одлучио да се издржава играјући шах. У слободном времену је играо шах у шаховском клубу „Менхетн“ у Њујорку, где је остварио сензационалну победу у мечу са америчким шампионом, Френком Маршалом у коме је остварио 8 победа, 1 пораз уз 14 ремија, 1909. када је имао 20 година. Само две године раније Маршал је играо против Ласкера за титулу шампиона света и изгубио. После ове победе играо је симултанке (од 720 партија 686 је победио, 20 ремизирао а 14 изгубио.

## Учешће на турнирима
- 1910. Капабланка побеђује на 32. шампионату државе Њујорк, а на 33. друго место иза Маршала.
- На инсистирање Маршала, 1911. Капабланка игра у Сан Себастијану, Шпанија на једном од најјачих турнира у то време. Све је изненадио освајањем првог места, са скором од 6 победа, 7 ремија и једним поразом, а испред Рубинштајна, Шлехтера и Нимцовича. Ово је био његов први већи турнир.
- 1911. Капабланка изазива Ласкера за титулу шампиона света. Ласкер се сложио са изазовом али је условио одржавање меча са 17 захтева са чиме се Капабланка није сложио и меч се није одржао.
- На турниру у Хавани, 1913. године осваја друго место (иза Маршала). У јулу исте године враћа се у Њујорк где побеђује са скором од 13:0.
- У октобру 1913. путује по Европи и игра мечеве против тада водећих шахиста. Његов скор је 19 победа, 4 ремија и 1 пораз.
- 1914. на турниру у Санкт Петербургу, Капабланка се сусрео са Ласкером по први пут. У прелиминарним борбама је водио са 1,5 поена предности, али је изгубио од Ласкера у финалу. Резултат је био 13,5:13 за Ласкера.

У десет следећих година после овог турнира (1912—1924) изгубио је само једну партију и то је био почетак његове непобедивости. Ипак чекао је још седам година да постане светски шампион.
- 1922. имао је неколико симултанки широм САД. Најбољи резултат му је био када је у Кливленду играо са 103 противника. Победио је у 102 партије а једна је била реми. Исте године игра на првенству Велике Британије у шаху и осваја прво место испред Аљехина са скором од 11 победа и 4 ремија и 1,5 поена више од Аљехина.
- На турниру у Њујорку 1924. осваја друго место иза Ласкера са скором од 10 победа, 9 ремија и једним поразом. Победио га је Ричард Рети. То је био његов први пораз после 8 година.
- У Москви, 1925. Капабланка је трећи иза Богољубова и Ласкера, са скором од 0 победа, 9 ремијаи 2 пораза. За време боравка у Москви узима учешће у филму „Шаховска грозница“.
- У марту 1927. побеђује на интернационалном турниру у Њујорку 2,5 поена предности у односу на Аљехина.
- 1928. Капабланка побеђује у Берлину, осваја друго место у Бад Кисингену (иза Богољубова), побеђује у Будимпешти.
- 1929. је други у Карлсбаду (иза Нимцовича), први је у Барселони, први је у Рамсгејту.
- 1930. је други у Хестингсу (иза Евеа).
- 1938. на AVRO турниру у Амстердаму завршио је на седмом месту од осморице учесника. Победио је 2 партије, 8 ремизирао и изгубио 4. Лоша игра је била последица високог крвног притиска.
- 1939. у Маргејту делио је друго место (изгубио је од Кереса).

## Меч са Ласкером за титулу првака света
Први светски рат је прекинуо шаховске активности у Европи. После рата Ласкер није био спреман за шах. Ласкеров напор да обезбеди финансијску сигурност играјући шах није имао успеха и велики шахиста је касније умро у сиромаштву. Из тих разлога се сложио да брани титулу против Капабланке 1920. али је предао титулу изазивачу јер је био болестан. Рекао је Капабланки: „Стекли сте титулу без игре, али сте је заслужили због вашег бриљантног играња шаха“. 
Било је притисака од шаховског света на Ласкера да ипак игра са Капабланком и када ја Капабланка нашао спонзоре у Куби који су били спремни да финансирају меч са 25.000 долара, по пола сваком учеснику, без обзира на крајњи исход меча, Ласкер је прихватио. Одржао је обећање и пошто је предао титулу шампиона, био је сад тај који је изазвао Капабланку.
У Хавани 1921. одржао се меч али је то било велико разочарење за шаховске заљубљенике. Иако је било планирано тридесет партија, меч је трајао само 14 у коме је Ласкер изгубио 4 партије, ниједну није добио уз 10 ремија. Предао је меч због нарушеног здравља. Капабланка је тада постао нови светски шампион.

## Установљена прва правила за играње меча за шампиона света
У то време у шаховској историји је био значајан број врхунских шахиста који нису могли да играју за титулу првака света јер Капабланка није желео да игра, а нису постојала ни правила која би га на то обавезивала. У Лондону 1922. највећи шахисти тог доба Аљехин, Богољубов, Мароци, Рети, Рубинштајн, Тартаковер и Видмар, састали су се да дискутују о правилима за играње за титулу првака света. Између осталог, један од услова, који је наметнуо Капабланка, је да изазивач обезбеди награду за победника од најмање десет хиљада долара. 
Следећих година Рубинштајн и Нимцович изазивају Капабланку али нису успели да обезбеде неопходних десет хиљада долара. Аљехин успева да обезбеди спонзоре, групу аргентинских бизнисмена и изазива Капабланку. Тада Капабланка поставља други услов. Ако Аљехин жели да буде изазивач, мора да игра на турниру у Њујорку. Победник овог турнира играће са Капабланком за првка света. Аљехин је ово схватио као понижење али због великог труда да пронађе спонзоре, ипак је прихватио. Капабланка сада није имао куд. Изабрао је играче за овај турнир, који нису освојили против њега ни један поен. То су били Нимцович, Видмар, Спилман и Маршал. Капабланка је лако победио, а Аљехин је био други и тако се квалификовао за изазивача шампиону света.

## Губитак титуле у мечу са Аљехином
Можда се због лако добијеног турнира у Њујорку, Капабланка препустио самозадовољству. Меч за шампиона света се одржао у Буенос Ајресу, Аргентина, 1927. године. Први који оствари шест победа постаје светски шампион. Овај меч је био најдужи меч који је до тада виђен: после тридесет и четири партије и седамдесет и три дана, на крају је Аљехин остварио скор од 6 победа уз три пораза што му је обезбедило титулу шампиона света.

## Нетрпељивост Аљехина и Капабланке
Лично непријатељство између Аљехина и Капабланке је кулминирало одбијањем Аљехина да игра на истом турниру са старим ривалом. На турниру у Нотингему, 1936. где су играли, седели су у исто време за шаховском таблом, не више од неколико секунди. Сваки од играча је одиграо потез и одлазио, све до следећег потеза. 
Капабланка је због болести умро у Њујорку, 8. марта 1942. године. Годину дана касније умро је и Аљехин. Четири године касније, пронађен је Аљехинов рукопис са најбољим партијама Капабланке. У уводу је написао: „Са његовом смрћу изгубили смо шаховског генија каквог више никада нећемо видети“.
Последња озбиљна игра била је на Шаховској Олимпијади у Буенос Ајресу исте године, где је играо на првој табли за екипу Кубе. Остварио је најбољи скор са 6 победа и 4 ремија.
По неким калкулацијама рејтинг Капабланке би био 2725.

## Књиге које је написао
- 1920. „Моја шаховска каријера“.
- 1921. „Основни принципи шаха“
- 1921. Књига о мечевима за светског шампиона.